# Ammisaduqa
Ammisaduqa o Ammi-ṣaduqa va ser rei de Babilònia entre els anys 1646 aC i 1626 aC. Era amorrita, de la Dinastia I de l'Imperi paleobabilònic, suposat fill i successor d'Ammiditana.
Va promoure al seu país l'agricultura i el comerç i va incrementar els impostos; va dedicar molta cura a la neteja i extensió dels canals i àrees de cultiu. El regne, segons es desprèn d'un edicte que va promulgar, abraçava Borsippa, Larsa, Uruk, Isin, Kisurru, Malgium, Yamutbal, Suhum, a la riba de l'Eufrates i dues províncies més, situades a l'est del Tigris. Sembla que durant el seu regnat hi va haver pau, i que l'expansió dels cassites i del País del Mar s'havia aturat.
El va succeir el seu fill Samsuditana.